# Adil Barbari
Adel Barbari (arabisch عادل البربري; * 27. Mai 1993) ist ein algerischer Straßenradrennfahrer.
Adel Barbari gewann 2011 in der Juniorenklasse eine Etappe bei der Tour of Mazandran und wurde dort Vierter der Gesamtwertung. Seit 2012 fährt er für das algerische Continental Team Vélo Club SOVAC Algérie. In seinem ersten Jahr dort gewann er jeweils zwei Etappen bei der Tour de Wilaya de Tipaza und bei der Tour du Faso. Bei der Afrikameisterschaft Ende des Jahres gewann er die Bronzemedaille im Mannschaftszeitfahren. Außerdem belegte er im Einzelzeitfahren den vierten Platz, wodurch er Silber in der U23-Klasse gewann.

## Erfolge
2012
- zwei Etappen Tour du Faso

2013
- Algerischer Meister – Einzelzeitfahren
- Algerischer Meister – Einzelzeitfahren (U23)
- zwei Etappen Tour du Faso

2014
- eine Etappe Tour d’Algérie
- Grand Prix de la Ville d’Oran
- Algerischer Meister – Einzelzeitfahren (U23)

2015
- eine Etappe Tour International de Blida

2016
- eine Etappe Tour International de Blida
- eine Etappe Tour International de Sétif
- Criterium International de Sétif
- zwei Etappen und Punktewertung Tour Internationale d’Annaba
- zwei Etappen und Punktewertung Tour International de Constantine
- Algerische Meisterschaft – Einzelzeitfahren

## Teams
- 2012 Vélo Club SOVAC Algérie
- 2013 Vélo Club SOVAC
- 2014 Vélo Club SOVAC
- 2015 Groupement Sportif des Pétrolier Algérie
- 2016 Al Nasr Pro Cycling Team - Dubai